# Лісовий вуж Буленджера
Hebius boulengeri (вуж Буленджера) — вид змій родини полозових (Colubridae). Мешкає в Східній і Південно-Східній Азії. Вид названий на честь британсько-бельгійського зоолога Джорджа Альберта Буленджера.

## Опис
Загальна довжина сягає 65 см. Голова помірного розміру. Очі невеликі, округлі. Тулуб кремезний з кілеватою лускою. Голова чорна. Присутня біла смуга позаду кожного ока, що простягається на шию, формуючи візерунок, схожий на ліру. Забарвлення тулуба темно-шоколадно-коричневе, майже чорне, з 2 тьмяно-помаранчевими смугами, які тягнуться безперервно майже до кінчика хвоста. Ці смуги складаються з плям, які частково зливаються.

## Поширення і екологія
Вужі Буленджера мешкають на південному сході Китаю, на півночі В'єтнаму та в Кардомонових горах в Камбоджі. Вони живуть на рисових полях та на берегах струмків, на висоті від 80 до 1300 м над рівнем моря. Живляться земноводними і рибою. Відкладають яйця, в кладці 2-3 яйця.